# Tour de Saxe
Le Tour de Saxe (en allemand : Sachsen-Tour) est une course cycliste par étapes disputée dans la Saxe, en Allemagne. Créée en 1985, c'était une épreuve amateure jusqu'en 1995. De 2005 à 2009, le Tour de Saxe fait partie de l'UCI Europe Tour dans la catégorie 2.1. Il a lieu en juillet, mais n'est plus organisé depuis 2009.

## Palmarès
| Année | Vainqueur          | Deuxième            | Troisième             |
| ----- | ------------------ | ------------------- | --------------------- |
| 1985  | Wolfgang Lötzsch   | Matthias Lendt      | Olaf Frölich          |
| 1986  | Uwe Ampler         | Jens Heppner        | Mario Kummer          |
| 1987  | Jens Heppner       | Gerd Audehm         | Olaf Jentzsch         |
| 1988  | Frank Kühn         | Hardy Gröger        | Gus Herik Schur       |
| 1989  | Uwe Ampler         | Dirk Schiffner      | Wolfgang Lötzsch      |
| 1990  | Jans Koerts        | Jan Schaffrath      | Falk Boden            |
| 1991  | Steffen Blochwitz  | Bert Dietz          | Dan Radtke            |
| 1992  | Jörn Reuß          | Thomas Liese        | Heiko Latocha         |
| 1993  | Brendan Hart       | Max van Heeswijk    | Maksim Ratkinov       |
| 1994  | Brian Fowler       | Ric Reid            | Grant Rice            |
| 1995  | Dirk Müller        | Timo Scholz         | Ralf Keller           |
| 1996  | Jens Voigt         | Jörg Jaksche        | Dirk Müller           |
| 1997  | Anton Chantyr      | Edouard Gritsoun    | Lutz Lehman           |
| 1998  | Thomas Liese       | Steffen Wesemann    | Jürgen Werner         |
| 1999  | Jörn Reuß          | Martin Rittsel      | Holger Sievers        |
| 2000  | Thomas Liese       | Valter Bonca        | Anton Chantyr         |
| 2001  | Jørgen Bo Petersen | Lubor Tesař         | Sasa Sviben           |
| 2002  | Oscar Camenzind    | Jørgen Bo Petersen  | Jürgen Werner         |
| 2003  | Fabian Wegmann     | Frank Høj           | Daniel Schnider       |
| 2004  | Andrey Kashechkin  | Tomáš Konečný       | Christian Pfannberger |
| 2005  | Mathew Hayman      | Christian Knees     | Heinrich Haussler     |
| 2006  | Vladimir Gusev     | Lorenzo Bernucci    | Michael Barry         |
| 2007  | Joost Posthuma     | Bobby Julich        | Michael Schär         |
| 2008  | Bert Grabsch       | Michael Rogers      | Tony Martin           |
| 2009  | Patrik Sinkewitz   | Sebastian Langeveld | Dirk Müller           |